# Stortinget stasjon
Stortinget stasjon är en tunnelbanestation i Oslo, Norge. Den ligger under Egertorget vid Stortinget.

## Historia
Stortinget stasjon öppnades som Sentrum stasjon 1977. På grund av vattenläckage fick stationen stänga 1983 för reparation. 1987 öppnades stationen igen och var då ändhållplats för både de östliga och de västliga linjerna och kunde därmed fungera som en övergångsstation. Stationen fick samtidigt sitt nuvarande namn. 1992 gick de första tågen mellan öst och väst genom Stortinget stasjon då Sognsvannsbanen förbands med Lambertseterbanen.

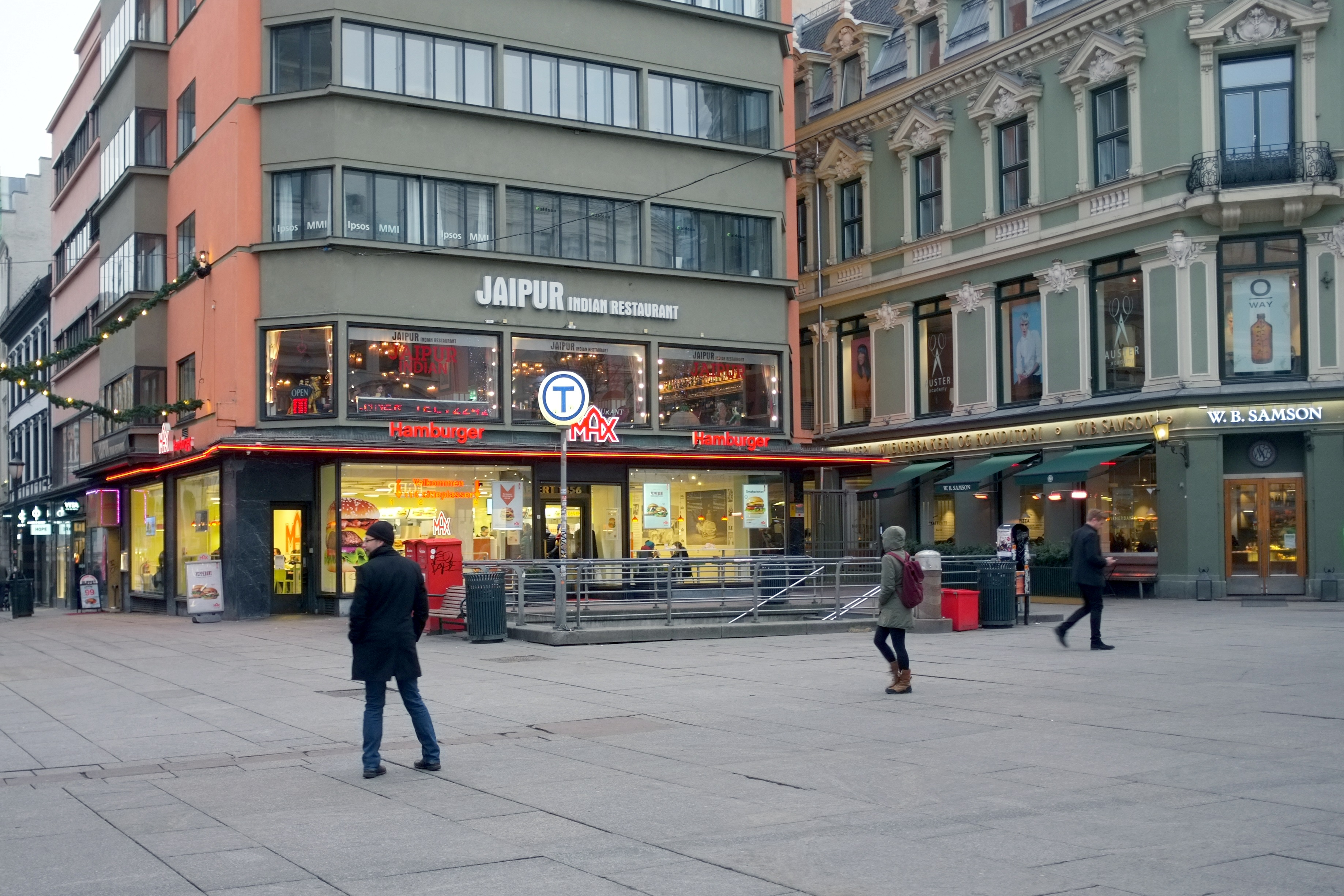
Entré på Egertorget och Karl Johans gate
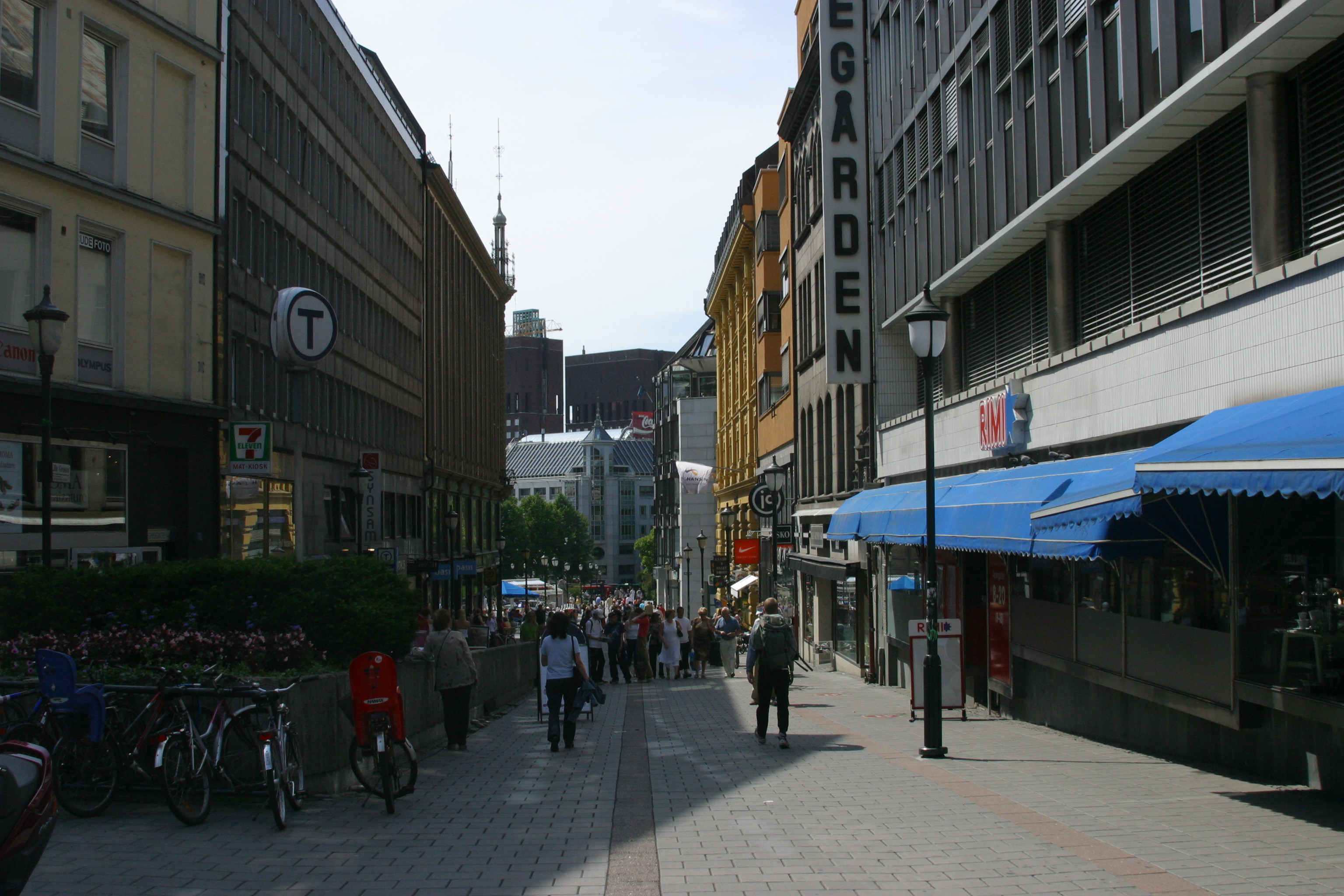
Ingången på gatan Lille Grensen
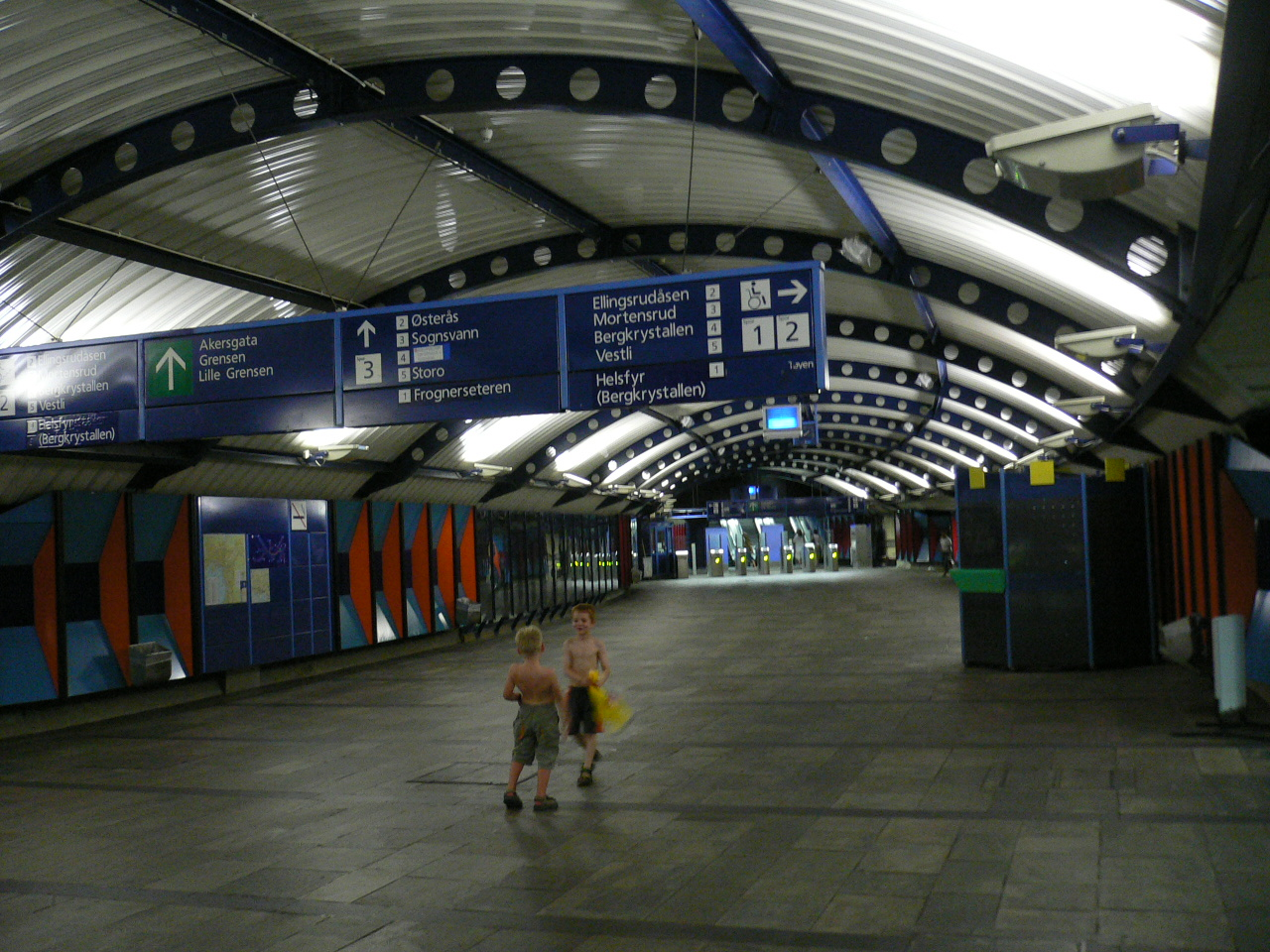
Hallen ovanför spåren